# Bruto Brivonesi
Bruto Brivonesi (Ancona, 22 novembre 1888 – Roma, 1º giugno 1979) è stato un ammiraglio italiano. 
Ufficiale pluridecorato, prese parte alla guerra italo-turca, alla prima e alla seconda guerra mondiale. Suo fratello, Bruno Brivonesi, era anch'egli un ammiraglio.

## Biografia
Nacque ad Ancona il 22 novembre 1888, figlio di Benedetto e Ida Costanzi, e nel 1905 entrò all'Regia Accademia navale di Livorno da cui uscì con il grado di guardiamarina il 1º marzo 1909. Promosso sottotenente di vascello il 29 agosto 1911, partecipò alla guerra italo-turca imbarcato sulla corazzata Sardegna. Promosso tenente di vascello il 1º gennaio 1915, a partire dal 24 maggio successivo prese parte alla prima guerra mondiale, imbarcato dapprima su varie unità di superficie, tra cui la nave da battaglia Regina Elena e successivamente divenne comandante di gruppo di artiglierie nella Brigata "Marina". Si distinse particolarmente durante i combattimenti di Cortellazzo (luglio 1918), e sul basso Piave (ottobre 1918), venendo insignito di due Medaglie di bronzo al valor militare e una Croce al merito di guerra per l'ardimento e la tenacia dimostrate nel corso dei combattimenti nel fronte italiano.
Dopo la fine dalla guerra comandò varie torpediniere, venendo promosso capitano di corvetta il 1º luglio 1922 e diventando comandante in seconda dell'incrociatore coloniale Campania. Il 30 luglio 1926 divenne capitano di fregata, assumendo in successione il comando dei cacciatorpediniere Rosolino Pilo, Daniele Manin e Insidioso. Prima di assumere il comando della nave scuola Cristoforo Colombo nel marzo 1930, svolse l'incarico di Capo di stato maggiore della 1ª Divisione Siluranti. Una volta sbarcato trascorse un breve periodo con destinazioni a terra presso il Ministero della Marina e al comando delle Scuole del Corpo reale equipaggi marittimi presso la base navale del Varignano (La Spezia). Il 1º novembre 1932 fu promosso Capitano di vascello ed assunse l'incarico di Capo di stato maggiore della 1ª Squadra navale e quindi, nel periodo 1934-1936, il comando dell'incrociatore pesante Bolzano.
Il 1º gennaio 1937 fu promosso al grado di contrammiraglio, destinato ad operare presso il Ministero come membro e segretario per gli affari militari del Consiglio superiore di Marina. Nel settembre del 1938 divenne comandante dell'Accademia Navale di Livorno, mantenendo tale incarico fino all'agosto 1939. In quello stesso mese ritornò presso il Ministero rimanendovi fino all'aprile del 1940. All'entrata in guerra del Regno d'Italia, avvenuta il 10 giugno, ricopriva l'incarico di comandante della 5ª Divisione navale, mantenendo per pochi mesi anche l'incarico di Capo di stato maggiore della 1ª Squadra. Al comando della 5ª Divisione navale prese parte a numerose missioni, tra le quali la battaglia di Punta Stilo dove, per il suo operato, si meritò una Medaglia d’argento al valore militare. Lasciò il comando della divisione nel novembre del 1941, assumendo quello di Ispettore del naviglio antisommergibile presso il Comando superiore navale operativo (Supermarina). Resse tale comando fino all'aprile del 1943 quando il 10 dello stesso mese assunse il Comando Circoscrizione dello Ionio e Basso Adriatico.
Il 7 settembre 1943 partecipò ad una riunione tenutasi presso lo Stato Maggiore della Regia Marina a Roma, alla presenza del Capo di stato maggiore Raffaele de Courten, in cui fu informato dell'imminente proclamazione dell'armistizio con gli anglo-americani.
All'indomani dell'armistizio dell'8 settembre 1943 impose ai sottoposti la più ferrea disciplina in tutti i comandi della sua giurisdizione, arrivando a mettere agli arresti il contrammiraglio Giovanni Galati in quanto questi si rifiutava di consegnare le sue navi agli Alleati. Per il suo comportamento in questo frangente fu insignito della Croce di Ufficiale dell'Ordine Militare d'Italia. Dopo l'armistizio ricoprì, in successione, gli incarichi di Sottocapo di stato maggiore della Regia Marina, Segretario generale della Regia Marina, Ispettore delle Forze Navali dal 1º ottobre 1946 al 4 aprile 1947, e Comandante delle forze navali della Marina Militare dal 5 aprile 1947 al 18 dicembre 1948 Nel settembre 1951 lasciò definitivamente il servizio attivo, e tra il 25 luglio 1950 e il 31 gennaio 1960 fu presidente della Lega navale italiana. Si spense a Roma il 1º giugno 1979.

## Pubblicazioni
- I miei 46 anni di vita nella Marina Militare (1911-1946), inedito